# Chaetodontoplus duboulayi
Chaetodontoplus duboulayi är en fiskart som först beskrevs av Günther, 1867.  Chaetodontoplus duboulayi ingår i släktet Chaetodontoplus och familjen Pomacanthidae. IUCN kategoriserar arten globalt som livskraftig. Inga underarter finns listade i Catalogue of Life.